# Doazit
Doazit település Franciaországban, Landes megyében. Lakosainak száma 851 fő (2022. január 1.). Doazit Montaut, Banos, Audignon, Horsarrieu, Hagetmau, Serreslous-et-Arribans, Saint-Cricq-Chalosse és Maylis községekkel határos.

## Népesség
A település népességének változása:
| Lakosok száma | 1032 | 865  | 858  | 945  | 895  | 873  | 858  | 855  | 856  | 851  |
|               | 1968 | 1982 | 1990 | 2006 | 2013 | 2015 | 2017 | 2019 | 2020 | 2022 |